# Destiel
Destiel, ocasionalmente conocido como Deancas, y como CasDean dentro de la propia serie, es un ship popular de los personajes de Supernatural Dean Winchester (Jensen Ackles) y Castiel (Misha Collins).

## Contexto
Supernatural se estrenó en 2005 como parte de una tendencia de series dirigidas a adolescentes sobre la caza de seres sobrenaturales. En el episodio «Lazarus Rising» de la cuarta temporada de Supernatural, se presenta a Castiel como un ángel que sacó a Dean Winchester del Infierno, y Dean se mostró reacio a aceptar que este era un ángel. A partir de este episodio, los fans comenzaron a desear que ambos personajes tuvieran una relación romántica. A lo largo de la serie, se introdujeron muy pocos personajes queer, y la mayoría tuvieron roles menores, con la excepción de Charlie Bradbury (Felicia Day), lo que fomentó aún más que la serie incluyera más personajes queer. Castiel se convirtió en un personaje regular tras aparecer en la cuarta temporada, y era considerado el personaje favorito de los fans, independientemente del ship.
Con el tiempo, tras el estreno de Supernatural, otras series como Glee y Teen Wolf comenzaron a incluir personajes queer, lo que llevó a una mayor aceptación de personajes principales queer y permitió la formación de un ship como Destiel.

## Historia

### Rechazo en convenciones y por los creadores
El ship ganó popularidad, con 15 000 fanfictions escritos para 2013, y a los actores Jensen Ackles y Misha Collins frecuentemente se les cuestionaba al respecto en convenciones de fans. En un evento, Supernatural New JerseyCon, los fans reportaron que un organizador prohibió preguntas relacionadas con el shippeo porque supuestamente incomodaban a Ackles. En el evento, Collins respondió a la pregunta «¿Está Castiel enamorado de Dean?». Más tarde, un fan comenzó a explicar que era bisexual y había notado «subtexto» en la serie, lo que llevó a Ackles a interrumpir, decir que «iba a fingir que no sabía cuál era la pregunta» y animar al fan a no «arruinarlo para todos». Esto generó controversia dentro del fandom de Supernatural sobre si tales preguntas eran invasivas o si el trato de la serie hacia los fans y los personajes LGBT era inapropiado. Esto llevó a críticas hacia Ackles en redes sociales. Sin embargo, los fans continuaron alentando a la serie para que los personajes expresaran interés romántico, y a menudo enfrentaban hostilidad. En un evento llamado ChiCon, un fan fue supuestamente expulsado de la convención como una amenaza para la seguridad de Ackles y Jared Padalecki por shippear Destiel. Otros miembros del fandom criticaron duramente a la convención, que luego aclaró que no se le prohibió asistir a futuras convenciones.
En 2013, el productor Chad Kennedy publicó en X que era improbable que los personajes terminaran juntos en la serie. Explicó que, aunque apoyaba la idea de protagonistas bisexuales en televisión, no era la intención para Dean y Castiel, y solo lo apoyaría si servía a la historia. Esto generó controversia, ya que Castiel había estado involucrado recientemente en una trama donde tuvo un encuentro sexual con una mujer que los fans consideraron irrelevante para la trama. Otros fans sugirieron que una relación romántica entre los personajes avanzaría la historia. Kennedy recibió muchos mensajes negativos, lo que lo llevó a comparar su situación con la de Damon Lindelof, quien eliminó su cuenta tras críticas por sexismo en Star Trek Into Darkness (2013), antes de eliminar su propia cuenta de X. La salida de Kennedy de X llevó a algunos fans a acusar a otros de acosarlo. Más tarde regresó a X, diciendo que solo necesitaba un descanso tras el incidente.

### Interacciones en redes sociales
En 2014, Olive Garden publicó sobre las preferencias de Dean y Sam. Cuando se les preguntó por Castiel, Olive Garden respondió que comería cualquier cosa del plato de Dean, lo que los fans interpretaron como una referencia a Castiel.
Ese mismo año, el ship se volvió tan popular que Tumblr lo nombró el ship más reblogueado en la plataforma, superando al Johnlock (Sherlock Holmes y John Watson), Klaine (Kurt Hummel y Blaine Anderson) de Glee, y SwanQueen (Emma Swan y Regina Mills) de Once Upon a Time. Destiel se mantuvo entre los principales ships durante los años siguientes. Sin embargo, eventos como el fracaso de DashCon redujeron su popularidad en Tumblr. Siguió siendo popular en el fanfiction y en otras plataformas. En 2019 y hasta el final de la serie, Destiel se convirtió en el ship más popular en Archive of Our Own con más de 20 000 fanfictions publicados.
El ship continuó siendo popular tras el final de la serie. En agosto de 2023, el poeta Richard Siken publicó que intentó escribir fanfiction Destiel y Wincest (un ship entre Dean y Sam Winchester) y que su Destiel era mejor. En septiembre de 2024, cuando Chili's publicó en X sobre la relación entre Evan "Buck" Buckley y Thomas "Tommy" Kinard en 9-1-1, un fan de Supernatural comentó comparándolo con una publicación anterior de Olive Garden sobre Destiel. Chili's respondió refiriéndose a Destiel como «el ship inferior». Los fans defendieron fuertemente a Destiel, y Chili's respondió a las publicaciones. Sin embargo, la conversación llevó a Chili's a eliminar su publicación debido a la continua interacción sobre Destiel. La interacción fue lo suficientemente notable como para ser reportada por The Mary Sue.

## EnSupernatural

### Bromas y referencias
A lo largo de Supernatural, los personajes de Dean y Castiel eran a menudo escritos de una manera que se ha descrito como cargada de subtexto homoerótico. Para 2013, se describía a los showrunners como personas que sentían un «respeto resentido» por los fans de Destiel.
En el episodio «Goodbye Stranger» de la octava temporada, había un momento guionizado en el que Dean decía «te amo» a Castiel, que fue cortado y cambiado a «te necesito» por sugerencia de Ackles.
La novena temporada incluyó una escena destinada a burlarse de los shippers de Destiel, que fue eliminada del episodio. Collins recibió una nota del showrunner Jeremy Carver pidiéndole actuar como un «amante despechado» hacia Dean esa temporada. A pesar de esto, la audiencia de la serie aumentó en la novena temporada, lo que se atribuyó en parte a los shippers de Destiel.
El episodio «Fan Fiction» de la décima temporada introdujo el término «Destiel» en Supernatural. En el episodio, un grupo de chicas jóvenes, fans de la serie de libros ficticia que publica las aventuras de Dean y Sam Winchester, presenta una adaptación musical de la serie, permitiendo a la serie comentar sobre su propia base de fans. En un momento, Dean comenta sobre la improbabilidad de que Destiel ocurra, lo que lleva a la chica con la que hablaba a simplemente poner los ojos en blanco y continuar escribiendo su fanfiction. Sam procede a burlarse de Dean por la existencia del ship. The Daily Dot describió el episodio como una mejora en la relación con sus fans y un fomento explícito de la serie para que los fans continuaran shippeando Destiel. Sin embargo, TV Guide reportó que el episodio era poco solidario con el fandom y una declaración firme de que los productores no apoyaban a Destiel, describiéndolo como una negación del rol de los creadores en fomentar interpretaciones queer de «algo serio» y un intento de la serie de desestimar el ship con un «es lindo».
La serie continuó insinuando la relación en su duodécima temporada, con Castiel diciendo que amaba a Dean antes de volverse hacia otros personajes y añadir que los amaba a todos. Debido a casos como estos, la serie fue acusada frecuentemente de queerbaiting, con un artículo de The Daily Dot señalando que también ocurría detrás de escena en los extras de los DVD. A pesar de la sutileza de estas referencias, los fans de Destiel las consideraban significativas.

### Volviéndose canon
En la decimoquinta temporada, dos episodios antes del final de la serie, en un episodio titulado «Despair», mientras es perseguido por la personificación de la Muerte, Castiel admite su amor por Dean en una confesión descrita como «llena de lágrimas», cumpliendo un trato que había hecho la temporada anterior de que solo podría morir tras experimentar la verdadera felicidad, lo que lleva a la muerte del personaje y también impide que la Muerte mate a Dean. Castiel dejó una huella en el hombro de Dean, que reflejaba la dejada en la cuarta temporada. Sus últimas palabras fueron despedirse de Dean, lo que The Mary Sue señaló como significativo, identificando «Hola, Dean» como la frase característica de Castiel. Castiel fue llevado a un lugar referido como el Vacío, comparado con el Infierno. El episodio fue escrito por Robert Berens, un hombre gay que había escrito varias escenas entre Castiel y Dean vistas como románticas. Queriendo que el momento fuera especial, el director del episodio Richard Speight Jr. se aseguró de que fuera la última escena que Collins filmó para la temporada. Esa noche, el término «Destiel» fue tendencia en X, a pesar de que los resultados de las elecciones presidenciales de 2020 se estaban calculando esa misma noche.
En la versión en inglés de «Despair», Dean responde a la confesión de Castiel pidiéndole que no se sacrifique. Gizmodo afirmó que, debido a esto, Destiel no era parte del canon de la serie. Sin embargo, semanas después, la versión del episodio doblada al español se emitió y circuló en redes sociales, en la que Dean responde diciendo que también ama a Castiel. Esto generó críticas hacia The CW, ya que se creía que la cadena había censurado la escena en la versión en inglés. Sin embargo, Collins publicó más tarde que no se trataba de un final alternativo filmado, afirmando que fue un cambio del traductor.

## Análisis

### Antes de convertirse en canon
The Daily Dot señaló que los fans de Destiel tenían grandes esperanzas de que su ship se convirtiera en canon, en parte debido a la falta de representación de hombres gay en televisión. En un artículo de 2013, The Daily Dot dijo que era improbable que el ship se convirtiera en canon debido al pobre historial de representación de la serie. Refirieron al ship como el «tema más controvertido» del fandom, un sentimiento compartido por Vanity Fair. Sin embargo, cuando Castiel hizo el trato de ser asesinado tras experimentar felicidad, los fans lo compararon con Buffy Summers y Angel en Buffy the Vampire Slayer, lo que llevó a creer que era posible.
Al discutir el incidente sobre la eliminación de las cuentas de X de Chad Kennedy, los fans notaron que el problema era más grande que el ship específico. La serie tenía muy pocos personajes queer, y se señaló que el problema mayor de la representación de personas queer estaba en juego en las discusiones sobre Destiel. A pesar de esto, The Daily Dot sugirió que tal actitud causaría una mala relación entre el fandom y el equipo de producción. Continuaron en artículos posteriores señalando que el fandom tenía una relación notablemente conflictiva con los creadores de la serie, mientras sugerían que Destiel probablemente era responsable de que la serie mantuviera una gran base de fans.
La serie fue acusada frecuentemente de queerbaiting con respecto a Dean y Castiel, lo que Collins había considerado injusto. TV Guide señaló varias instancias en las que se refería a la queeridad en relación con Dean, particularmente con Castiel. Al reaccionar a la percepción de rechazo de Destiel en «Fan Fiction», afirmaron que los escritores fomentaban lecturas queer de la serie y negaban consistentemente que esas líneas argumentales existieran por parte de los creadores.

### Tras convertirse en canon
Cuando se emitió «Despair», estableciendo los sentimientos de Castiel por Dean como reales dentro de la serie, la acogida fue muy crítica. Fue descrito como un ejemplo del tropo «entierra a tus gays» de matar a personajes queer una vez que logran estar felices. The Daily Dot criticó aún más la actuación de Ackles en ese momento, diciendo que Dean parecía incómodo al no devolver la declaración de amor de Castiel y refirió a la escena como «queerbaiting llevado a su extremo más decepcionante». Este sentimiento fue compartido por varios otros reportes sobre el episodio, incluyendo uno de Vulture que encontró significado en el hecho de que Dean no devolviera la confesión de Castiel, describiéndolo como un intento de la serie de evitar tener una relación queer real en pantalla. Algunos usuarios no vieron la confesión como una de amor, sino como una expresión platónica de amor entre amigos.
Las reacciones al episodio llevaron a Den of Geek a analizar la historia de Castiel como personaje, identificándolo como un «ícono queer bien desarrollado». Identificaron codificación queer en el personaje desde el principio y en la forma en que Castiel veía a Dean. Criticaron a Supernatural por no usar el potencial identificado anteriormente. Señalaron que el hecho de que Dean no correspondiera a la confesión probablemente sería cambiado en fanfictions, diciendo que era lamentable que Supernatural dejara esa parte de su relación fuera de la serie.
Las reacciones no fueron completamente negativas, ya que The Mary Sue señaló que, a pesar de la negatividad del tropo «entierra a tus gays», seguía siendo un gran éxito que la serie lograra incorporar la relación al canon de la serie tras tantos años y tan significativo uso del subtexto entre los dos personajes. También señalaron que culpar a The CW, la cadena donde se emitía Supernatural, no era útil, destacando que The CW tenía una cantidad significativa de representación de personajes queer antes de Castiel. Polygon también publicó que muchas de las reacciones y memes de internet eran en realidad positivas.
El episodio llevó a la creación varios memes de internet, incluyendo algunos que señalaban la coincidencia temporal entre los reportes de que Vladímir Putin planeaba dimitir y la emisión de «Despair», a menudo insinuando una conexión entre ambos. Estos memes se convirtieron en el medio por el cual muchas personas se enteraron de la supuesta renuncia de Putin.
Collins, quien previamente había apoyado a los fans de Destiel y a los fans queer en general, defendió la elección de los escritores, calificando las críticas a la escena como injustas. La noche del estreno del episodio, publicó en X refiriéndose a Castiel como «de corazón abierto», «desinteresado» y «verdadero». Afirmó que estaba feliz con el final de su personaje, señalando que el final de la serie varios episodios después establecía que Castiel no estaba muerto y estaba en el Cielo. Durante una convención en línea, Collins reconoció que la muerte del personaje jugaba con el tropo «entierra a tus gays» al tiempo que confirmaba que el ship era canon, pero añadió que, dado que se estableció que Castiel no había sido salvado y que su declaración permitió a Dean salvar el mundo en el penúltimo episodio, «Inherit the Earth», no creía que el tropo aplicara. Continuó diciendo que estaba desanimado por la cantidad de críticas que recibió el final y que quería que la gente disfrutara de las partes buenas. Collins recibió críticas por estos comentarios y luego publicó una disculpa, explicando que fue ingenuo al creer que la confesión de Castiel se sentiría como una validación, ofreciéndose a escuchar a los fans explicar por qué no lo fue.